# Unidos de Santa Cecília (Teresópolis)
GRES Unidos de Santa Cecília é uma escola de samba da cidade de Teresópolis fundada em 2000.
Desfilou em 2010 com 3 alegorias, além de 300 componentes, divididos em 10 alas.

## Carnavais
| Ano  | Colocação | Grupo  | Enredo      | Carnavalesco                     |
| ---- | --------- | ------ | ----------- | -------------------------------- |
| 2010 |           | acesso | É Carnaval! | Edhuardo Rodrigues e Daniel Faes |